# Gardi Hutter
Gardi Hutter (Altstätten, Suiza, 5 de marzo de 1953) es una cómica, escritora, actriz, payasa de estilo clásico y artista de cabaré suizo-alemana, considerada como pionera del género de la payasa teatral y la mejor payasa del mundo de su generación.

## Trayectoria
Hutter se graduó en la Academia de Artes Dramáticas en Zürich (Schauspiel-Akademie Zürich) de 1974 a 1977, donde se formó en educación pedagógica y teatral. Daba clases, pero quería practicar lo que enseñaba. Luego, se graduó como maestra en el Centro di ricerca per il teatro (CRT) de Milán; y perfeccionó la técnica del clown durante tres años, como aprendiz de Mario Gonzales, un pantaleón del Théatre du Soleil, de Nani Colombaioni, hermano de Carlo Colombaioni y Ferruccio Cainero del Teatro Ingenuo.
En 1991, para el 700 aniversario nacional de Suiza, Hutter interpretó a una bufona en la Cámara de la Asamblea Federal del Parlamento suizo. En la temporada de invierno 1997-98 protagonizó Romulus der Grosse, en el teatro Schauspielhaus Zürich.
Desde 1981, ha estado de gira con sus espectáculos basados en la comedia del arte y el género de payasa teatral, en los que mezcla tragedia y comedia. Como no utiliza diálogos, ha podido actuar en salas de concierto, teatros, casas de cultura o festivales; y realizar más de 3 700 actuaciones en 30 países y cuatro continentes, incluyendo Andorra, Brasil, China, Rusia, España, Suecia, Estados Unidos y México.
También ha aparecido en programas de televisión en 17 países, en numerosos programas radiofónicos e impartido charlas sobre el arte del payaso.
Como escritora, tiene cuatro libros infantiles de la serie titulada: Mamma mia!, tres de ellos ilustrados por Catherine Louis, que están traducidos a varios idiomas y uno fue producido exclusivamente como audiolibro.

## Obra

### Cabaré
- 1981 Jeanne d'ArPpo - Die tapfere Hanna - programa en solitario, escrito por Cainero + Hutter, dirigido por Ferruccio Cainero.[4]
- 1984 Abra Catastrofe - Eine Hexenkomödie - con Minnie Marx, escrito por Cainero + Hutter, dirigido por Ferruccio Cainero
- 1988 So ein Käse - programa en solitario, escrito por Cainero + Hutter, dirigido por Ferruccio Cainero
- 1994 Sekretärin gesucht - con Eric Amton Rohnerescrita por Cainero + Hutter, dirigida por Ferruccio Cainero
- 1998 Das Leben ist schon lustig genug - con Ueli Bichsel, escrito por Ueli Bichsel y Gardi Hutter
- 2000 Hanna & Knill, Circus Knie, 6 cabarets de clown con Ueli Bichsel, Neda y Maite
- 2003 Die Souffleuse - programa en solitario, dirigido por Fritzi Bisenz y Ueli Bichsel
- 2010 Die Schneiderin - programa en solitario, escrito (por Gardi Hutter y Michael Vogel, dirigido por Michael Vogel (Familie Flöz)
- 2018 Gaia Gaudi -  de Gardi Hutter y Michael Vogel, Juri Cainero, Neda Cainero, Beatriz Navarro.[17][18]

### Musicales
- 2005 La novia, de/con Gardi Hutter, Sandra Studer, Sue Mathys, dirigida por Dominik Flaschka y producida para Casinotheater Winterthur
- 2006 Honkystonky de Huttystucky, musical para niños, de/con Gardi Hutter, Erika Stucky, Shirley Hoffmann, dirigido por Ueli Bichsel y producido para Brothers & Sisters
- 2014 WANDERFUL - No hay Piz como Show Piz, de/con Gardi Hutter, Sandra Studer, Michael von der Heide, dirigida por Dominik Flaschka y producida para Just4fun en el Theatre am Hechtplatz de Zürich.

### Libros
- 1997 Mamma mía! Lass das Zaubern. ISBN 978-3314007811.[19]
- 1999 Mamma mía! Was haben wir geweint. ISBN 978-3314008962.[20]
- 2000 Mamma mía! Lass das Zaubern / ¡Madre mía! Was haben wir geweint (en suizo-alemán), Audio-CD. ISBN 978-3-89592-466-8.
- 2001 Mamma mía, geh nicht weg! ISBN 978-3314010071.[21]
- 2001 Der kleine See und das Meer. ISBN 978-3794148646.[22]

### Filmografía (extracto)
- 1989 Fata Morgana (actriz)
- 1993 Hanna & Rocky (actriz y coguionista).[23]
- 2006 Alles bleibt anders (actriz).[24]
- 2007 Tell (actriz).[25]
- 2009 Zapatos nuevos: Payasos de Hoy en Europa (ella misma).[26]

## Premios
- 1987 Wilhelmshavener Knurrhahn (Alemania)
- 1987 Premio de la Prensa, Cannes (Francia)
- 1988 Premio Blanco y Negro, Saint-Gervais-les-Bains (Francia)
- 1989 Buxtehuder Kleinkunstigel (Alemania)
- 1990 Hans Reinhart-Ring
- 1991 Oberschwäbischer Kleinkunstpreis, Ravensburg (Alemania)
- 1995 Kulturpreis, St. Gallen (Suiza)
- 2001 Narrenkappe, Frauenfeld (Suiza)
- 2005 Schweizer KleinKunstPreis (Suiza)
- 2007 LOLLIPOP-Premio de música suiza para niños (Suiza)
- 2007 FringeNYC, Nueva York, Premio a la excelencia general (Estados Unidos)
- 2007 Festival Internacional de Pallasses, Andorra, Premi Fipa: millor espectacle (Andorra)
- 2013 La Stella de l'Arlecchino errante, Festival de l'Arlecchino errante, Pordenone (Italia)
- 2014 Premio Walo por „WANDERFUL“ (CH)
- 2015 Miembro de la Academia de los locos – Dir.: Slava Polunin, Moskva (RU)
- 2017 Premio Público – Festival Intern. payasos Gran Canaria (E)
- 2019 Compañero de honor ZHdK – Universidad de las Artes de Zúrich (CH)
- 2020 Rheintaler Kulturpreis „Goldiga Törgga“ (CH)
- 2022 Großer Valentin-Karlstadt-Preis der Landeshauptstadt München (D)

## Reconocimientos
En 2009, se estrenó el documental Zapatos nuevos: Payasos de hoy en Europa, dirigido por Brian Rodríguez Wood y producido por Javier Salinas, donde aparece Hutter junto a otras figuras del mundo del clown como: Johnny Melville, Jango Edwards, Leo Bassi, Philippe Gaulier, Carlo Colombaioni, Pepa Plana, Virginia Imaz, Joan Montanyès i Martínez, Slava Polunin o Buffo; que tuvo 4 nominaciones a los Premios Goya 2010.